# جائزة نيوزيلندا الكبرى 1971
جائزة نيوزيلندا الكبرى 1971 هو سباق فورمولا 1 أقيم بتاريخ 10 يناير 1971 في نيوزيلندا.